# Christians Sogn (Lyngby-Taarbæk Kommune)
 For alternative betydninger, se Christians Sogn. (Se også artikler, som begynder med Christians Sogn)
Christians Sogn er et sogn i Kongens Lyngby Provsti (Helsingør Stift). Sognet ligger i Lyngby-Taarbæk Kommune og indtil kommunalreformen i 1970 lå det i Sokkelund Herred (Københavns Amt). I Christians Sogn ligger Christianskirken.
I Christians Sogn findes flg. autoriserede stednavne: